# Loqui
Loqui är en udde i Antarktis. Den ligger i Västantarktis. Argentina, Chile och Storbritannien gör anspråk på området.
Terrängen inåt land är huvudsakligen kuperad, men norrut är den platt. Havet är nära Loqui norrut. Trakten är obefolkad. Det finns inga samhällen i närheten.